# Parlamentswahl in Papua-Neuguinea 2012
Das Parlamentswahl in Papua-Neuguinea 2012  fand vom 23. Juni bis 17. Juli 2012 statt. Die 111 Abgeordneten des Nationalparlaments von Papua-Neuguinea wurden in 111 Wahlkreisen für jeweils fünf Jahre direkt gewählt.
Am 4. April 2012 hatte das Parlament eigentlich eine Verschiebung der Wahlen um ein halbes Jahr beschlossen, aber nach Protesten gegen dieses verfassungswidrige Vorgehen wurden sie doch fristgerecht abgehalten. Gegenüber den Wahlen von 2007 war die Anzahl der zu vergebenden Mandate um 2 von 109 auf 111 erhöht worden. Um die 111 Sitze bewarben sich 3.435 Kandidaten, darunter 135 Frauen. Die Kandidaten gehörten teils 46 Parteien an, teils kandidierten sie als Unabhängige. Gewählt wurden 108 Männer und 3 Frauen. Insgesamt schafften 21 Parteien den Einzug ins Parlament. Die Wahlbeteiligung lag bei 76,89 %.
| People’s National Congress Party (PNCP) | 27  |
| Triumph Heritage Empowerment Party      | 12  |
| PNG Party                               | 8   |
| National Alliance Party (NAP)           | 7   |
| United Resources Party (URP)            | 7   |
| People’s Progress Party                 | 6   |
| People’s Party                          | 6   |
| Social Democratic Party                 | 3   |
| People’s Movement for Change Party      | 2   |
| People’s United Assembly Party          | 2   |
| People’s Democratic Movement (PDM)      | 2   |
| Coalition for Reform Party              | 2   |
| Melanesian Liberal Party (MLP)          | 2   |
| New Generation Party (NGP)              | 2   |
| Indigenous People’s Party               | 1   |
| Our Development Party                   | 1   |
| Pangu Party (PP)                        | 1   |
| PNG Constitutional Democratic Party     | 1   |
| PNG Country Party                       | 1   |
| Stars Alliance Party                    | 1   |
| United Party (UP)                       | 1   |
| Unabhängige Kandidaten                  | 16  |
| Summe                                   | 111 |
| Quelle: IPU                             |     |